# Central Manitoulin
Central Manitoulin es un municipio canadiense situado en la provincia de Ontario.

## Superficie
Central Manitoulin tiene una superficie de 427,61 km².

## Demografía
En 2021, tenía 2235 habitantes, una densidad poblacional de 5,2 hab./km², y 1603 viviendas.